# Eparchia di Luxor
L'eparchia di Luxor o eparchia di Tebe (in latino: Eparchia Thebana) è una sede della Chiesa cattolica copta suffraganea del patriarcato di Alessandria dei Copti. Nel 2021 contava 21.500 battezzati. È retta dall'eparca Emmanuel Bishay.

## Territorio
L'eparchia comprende la città di Luxor, dove si trova la cattedrale di San Giorgio.
Il territorio è suddiviso in 22 parrocchie.

## Storia
L'eparchia è stata eretta il 26 novembre 1895 con la bolla Christi Domini di papa Leone XIII, in occasione dell'istituzione del patriarcato di Alessandria dei Copti.
Il 10 agosto 1947 e il 13 settembre 1981 ha ceduto porzioni del suo territorio a vantaggio dell'erezione rispettivamente dell'eparchia di Assiut e dell'eparchia di Sohag.

## Cronotassi dei vescovi
Si omettono i periodi di sede vacante non superiori ai 2 anni o non storicamente accertati.
- Ignazio Gladès Berzi † (6 marzo 1896 - 29 gennaio 1925 deceduto)
- Markos Khouzam † (10 agosto 1926 - 10 agosto 1947 nominato patriarca di Alessandria)
- Isaac Ghattas † (21 giugno 1949 - 8 maggio 1967 nominato arcivescovo, titolo personale, di Minya)
- Andraos Ghattas, C.M. † (8 maggio 1967 - 9 giugno 1986 nominato patriarca di Alessandria)
- Aghnatios Elias Yaacoub, S.I. † (15 luglio 1986 - 12 marzo 1994 deceduto)
- Youhannes Ezzat Zakaria Badir † (23 giugno 1994 - 27 dicembre 2015 deceduto)
- Emmanuel (Khaled Ayad) Bishay, dal 16 aprile 2016

## Statistiche
L'eparchia nel 2021 contava 21.500 battezzati.
| anno | popolazione | popolazione | popolazione | presbiteri | presbiteri | presbiteri | presbiteri                | diaconi | religiosi | religiosi | parrocchie |
| anno | battezzati  | totale      | %           | numero     | secolari   | regolari   | battezzati per presbitero | diaconi | uomini    | donne     | parrocchie |
| ---- | ----------- | ----------- | ----------- | ---------- | ---------- | ---------- | ------------------------- | ------- | --------- | --------- | ---------- |
| 1950 | 13.000      | ?           | ?           | 30         | 15         | 15         | 433                       |         |           |           | 35         |
| 1969 | 20.000      | 3.500.000   | 0,6         | 39         | 29         | 10         | 512                       |         | 12        | 145       | 40         |
| 1980 | 25.000      | ?           | ?           | 41         | 27         | 14         | 609                       |         | 16        | 165       | 51         |
| 1990 | 21.000      | ?           | ?           | 21         | 7          | 14         | 1.000                     |         | 16        | 90        | 21         |
| 1999 | 17.543      | ?           | ?           | 21         | 8          | 13         | 835                       |         | 17        | 76        | 22         |
| 2000 | 17.550      | ?           | ?           | 23         | 9          | 14         | 763                       |         | 17        | 75        | 22         |
| 2001 | 17.600      | ?           | ?           | 24         | 10         | 14         | 733                       |         | 18        | 76        | 22         |
| 2002 | 18.000      | ?           | ?           | 20         | 7          | 13         | 900                       |         | 17        | 69        | 22         |
| 2003 | 18.000      | ?           | ?           | 23         | 8          | 15         | 782                       |         | 20        | 74        | 23         |
| 2004 | 18.000      | ?           | ?           | 23         | 8          | 15         | 782                       |         | 19        | 75        | 21         |
| 2009 | 18.600      | ?           | ?           | 24         | 9          | 15         | 775                       |         | 15        | 66        | 21         |
| 2013 | 18.500      | ?           | ?           | 26         | 9          | 17         | 711                       | 2       | 22        | 67        | 21         |
| 2016 | 18.750      | ?           | ?           | 32         | 10         | 22         | 585                       | 3       | 26        | 63        | 21         |
| 2019 | 13.500      | ?           | ?           | 28         | 8          | 20         | 482                       |         | 22        | 53        | 18         |
| 2021 | 21.500      | ?           | ?           | 29         | 9          | 20         | 741                       |         | 23        | 58        | 22         |